# Бидинский, Константин Иосифович
Константи́н Ио́сифович Биди́нский (апрель 1896, Калуга — 3 марта 1939) — советский партийный и государственный деятель.

## Биография
Родился в Калуге. Сын военнослужащего. В 1915—1918 годах — в царской армии, затем в РККА. Член РКП(б) с 1920. Участник Гражданской войны, после её окончания — начальник школы Заволожского стрелкового полка.
В 1923—1929 годах — начальник окружной, заместитель начальника Харьковской губернской рабоче-крестьянской милиции, заведующий орготделом Купянского окружкома КП(б) Украины, на хозяйственной работе (Украинская ССР).
В 1929 году поступил во Всесоюзную торговую Академию имени И. В. Сталина, работал в Государственном банке СССР, затем — начальник Политотдела 1-Чернской машинно-тракторной станции (Московская область).
26 января—10 февраля 1934 года — делегат XVII съезда ВКП(б).
В 1935—1937 годах — секретарь исполкома Московского облсовета.
С 26 июня по октябрь 1937 года — председатель исполкома Западного облсовета. В октябре-ноябре 1937 года — председатель Организационного комитета ВЦИК по Орловской области. С 9 ноября 1937 по 21 апреля 1938 года — 1-й секретарь Организационного бюро ЦК ВКП(б) по Орловской области. Этот период отмечен вхождением в состав областной тройки, созданной по приказу НКВД СССР от 30.07.1937 № 00447 и активным участием в сталинских репрессиях.
Депутат Верховного Совета СССР 1 созыва.

## Завершающий этап
Арестован 22 апреля 1938. Расстрелян 3 марта 1939. Место захоронения — Московская обл., Коммунарка. Реабилитирован 4 февраля 1956 г.

## Семья
Отец — Бидинский Иосиф.
Брат — Бидинский Александр Иосифович. Военнослужащий, майор, пропал без вести
Сын — Бидинский Лев Константинович.

## Награды
- орден Красного Знамени (1922, Приказ РВСР № 111)
- орден Ленина.